# Saint-Victor-de-Chrétienville
Saint-Victor-de-Chrétienville es una localidad y comuna francesa situada en la región de Alta Normandía, departamento de Eure, en el distrito de Bernay y cantón de Bernay-Ouest.

## Demografía
| 200 | 189 | 220 | 300 | 346 | 376 |
| Para los censos de 1962 a 1999 la población legal corresponde a la población sin duplicidades (Fuente: INSEE [Consultar]) |     |     |     |     |     |

## Lugares y monumentos
- la iglesia de Saint-Victor está inscrita  en el inventario de monumentos históricos.